# Station Kwieciszewo
Station Kwieciszewo is een spoorwegstation in de Poolse plaats Kwieciszewo.